# Hortense Bégué
Hortense Bégué, née à Caubous le 12 avril 1890 et morte le 9 mai 1957 à Paris, est une sculptrice et illustratrice animalier française.

## Biographie

### Famille
Hortense Bégué est née à Caubous, dans le département des Hautes-Pyrénées, d'un père propriétaire et d'une mère ménagère.
Au début du XXe siècle, elle vit à Paris, où elle rencontre en 1913 son futur mari, le peintre espagnol Celso Lagar, venu étudier la sculpture en 1911.  

### Formation
Hortense Bégué apprend à sculpter en autodidacte et sculpte des animaux avec un couteau.
Elle s’inspire de François Pompon et Mateo Hernández (es).

### Carrière artistique
À Paris, elle se lie d'amitié avec le sculpteur Joseph Bernard et le peintre et sculpteur italien  Amedeo Modigliani,.
Fuyant la Première Guerre mondiale, le couple arrive à Barcelone où il vit et participe à la vie artistique jusqu'en 1919. On sait qu'elle y expose au moins deux fois, les deux avec son compagnon: la première à la Sala Dalmau en 1915 et la seconde aux Galeries Laietanes. Au début de l'année 1915, des sculptures et des aquarelles et, au printemps 1918, des dessins thématiques d'animaux. Le fait qu'elle réalise des dessins pour la revue Un enemic del poble, avec des illustrateurs et des artistes comme Xavier Nogués, Joaquin Torres Garcia ou Pablo Gargallo  indique qu'elle est intégrée dans les cercles culturels et artistiques de la ville.
En 1919, elle retourne à Paris, d'où elle séjourne ponctuellement à Collioure et en Bretagne, en particulier à partir de 1927. Cette même année, elle expose une sculpture en taille douce, intitulée Les deux amis et le plâtre Singe au Salon des Indépendants. En avril de l'année suivante, son exposition à la galerie Zborowski, présentée par le poète Max Jacob, obtient un bon écho, notamment les ouvres Bataille d'ours, Cerf et biche, Ours qui fait le beau, le bronze Dromadaire, Ours qui mange, Biches et Ourson. 
Elle expose également au salon d'Automne, des Tuileries and des Surindépendants.
À l'éclatement de la Seconde Guerre mondiale, ils se réfugient dans les Pyrénées, où ils vivent dans des conditions difficiles. Ils retournèrent à Paris en 1944, une fois la ville libérée, mais leurs affaires ne reprennent pas. Peu à peu, le succès de son mari s’estompe et les problèmes d'argent affectent le couple.
Elle meurt dans le 13e arrondissement de Paris en mai 1957.

## Importance artistique
Le succès artistique de son mari, une faible production artistique et le choix de la sculpture comme mode d'expression artistique sont à la source de l'oubli de son travail.

## Hommage
En octobre 2021, le Musée d'art de Gérone présente une exposition reflétant les années qu'Hortense Bégué et Celso Lagar passent en Catalogne et dans laquelle est réalisée pour la première fois une exposition rétrospective de son œuvre.

## Expositions d'Hortense Bégué
- 1915 : Sala Dalmau, Barcelone, avec Lagar
- 1915 : La cantonada, Barcelone, avec Lagar
- 1918 : Laietanes, Barcelone, avec Lagar
- 1918 : Salón del Ateneo, Madrid, avec Lagar
- 1920 : Café du Montparnasse, Paris
- 1922 : Salon d’Automne, Paris
- 1923 : Galerie Percier, Paris, avec Lagar
- 1923 : Salon des Tuileries, Paris
- 1925 : Salon des indépendants, Paris
- 1925 : Galerie d’art de la Grande Maison de Blanc, Paris. Exposition collective d'artistes femmes
- 1926 : Galerie Balzac, París. Exposició col·lectiva « Divergences », avec Max Jacob, Picasso, Utrillo, Lagar, Metzinguer…
- 1926 : Salon des indépendants, Paris
- 1927 : Salon des indépendants, Paris
- 1928 : Galerie Zborowski, Paris, avec Lagar.
- 1928 : Surindépendants, Paris
- 1929 : Surindépendants, Paris
- 1931 : Surindépendants, Paris
- 1933 : Surindépendants, Paris
- 1933 : Salon d’Automne, Paris
- 1937 : Galerie Drouet, Paris, avec Lagar.
- 1949 : Galerie Oeuillet, Toulouse, avec Lagar
- 1949 : Galerie Berthe Weill, Paris, avec Lagar
- 1951 : Galerie André Maurice, Paris, avec Lagar
- 1955 : Galerie André Maurice, Paris, avec Lagar

## Pour approfondir